# Paul Hammerich
Paul Hammerich (12. juni 1927 på Frederiksberg – 16. april 1992 i København) var en dansk journalist og forfatter.
Efter studentereksamen i 1947 begyndte Paul Hammerich en journalistisk karriere på Politiken i 1948. Efter læretiden blev han rejsende reporter og derefter søndagsredaktør fra 1960 til 1967. I kort tid var han redaktør af ugebladet Hjemmet, hvorefter han i 1971 kom til Gyldendal. Her var han til han i 1983 vendte tilbage til Politiken som kronikredaktør og klummeskribent.
Det var imidlertid Paul Hammerichs hovedværk, den subjektive og velfortalte Danmarkskrønike, der for alvor gjorde ham kendt. I tre bind (i senere udgaver seks bind) fortalte han Danmarks historie fra 2. verdenskrig til indtrædelsen i EF. Særligt gjorde en tv-serie over bøgerne Hammerich til folkeeje. Han var også aktiv som medforfatter af Huset på Christianshavn, Matador og satireprogrammerne Hov-hov og Uha-uha. 1979-1983 var han formand for Det Danske Filminstituts bestyrelse.
Det var Hammerich, der var ansvarlig for, at Søren Brun i tegneserien Radiserne fik sit favoritudtryk på dansk: "Jeg græmmes."[kilde mangler]
Det skete, mens han var gift med oversætteren Ida Elisabeth Hammerich, der oversatte Radiserne. Sammen fik de sønnen Rumle Hammerich, der ikke er opkaldt efter Rumle i Radiserne. Det er omvendt. Han har også datteren, Camilla Hammerich, som spillede Regitze Varnæs i Matador.
Paul Hammerich var medlem af Det Danske Gastronomiske Akademi og var fra 1979 til 1983 bestyrelsesformand for Det Danske Filminstitut.
Blandt de mange anerkendelser han fik er Søren Gyldendal Prisen i 1978, Publicistprisen i 1981 og De Gyldne Laurbær i 1987 for Lysmageren — en krønike om Poul Henningsen. Poul Henningsen var et af Poul Hammerichs store forbilleder.
Paul Hammerich var gift yderligere to gange, fra 1982 til sin død med skuespilleren Malene Schwartz.
Hammerich døde den 16. april 1992 under en bypassoperation.